# Família Berenberg

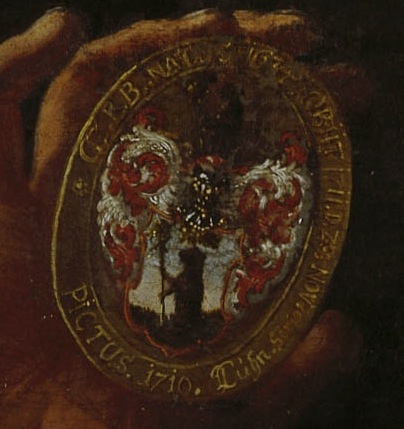
Brasão de armas da família Berenberg. Detalhe de uma pintura de 1710 de Cornelius Berenberg (1634–1711)

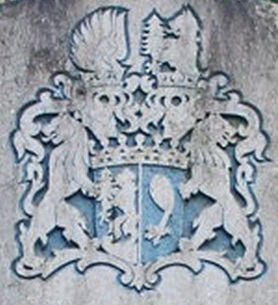
Brasão de Berenberg-Gossler em um túmulo no cemitério de Niendorfer, Hamburgo

A família Berenberg era uma família hanseática flamenga de mercadores, banqueiros e senadores em Hamburgo, com filiais em Londres, Livorno e outras cidades europeias. A família era descendente dos irmãos Hans e Paul Berenberg de Antuérpia, que vieram como refugiados protestantes para a cidade-república de Hamburgo após a queda de Antuérpia em 1585 e que estabeleceram o que hoje é o Berenberg Bank em Hamburgo em 1590. Os Berenbergs eram originalmente mercadores de tecidos e envolveram-se em bancos mercantis no século XVII. Tendo existido continuamente desde 1590, o Berenberg Bank é o mais antigo banco comercial do mundo.
A família bancária Berenberg foi extinta na linhagem masculina com Elisabeth Berenberg (1749-1822); Ela foi casada com Johann Hinrich Gossler, que se tornou co-proprietário do banco em 1769. A partir do final do século XVIII, a família Gossler, como proprietária do Berenberg Bank, ganhou grande destaque em Hamburgo e foi considerada uma das duas famílias mais proeminentes de Hamburgo, juntamente com a família Amsinck. Um ramo da família foi posteriormente enobrecido pela Prússia como Barões de Berenberg-Gossler (Hamburgo era uma república e não tinha nobreza). Vários membros das famílias Berenberg e Gossler serviram no Senado de Hamburgo a partir de 1735, e o neto de Elisabeth Berenberg, Hermann Gossler, tornou se chefe de estado da república da cidade. Richard J. Evans descreve a família como uma das "grandes famílias de negócios" de Hamburgo. As Ilhas Gossler na Antártida foram nomeadas em homenagem à família. Elisabeth Berenberg e Johann Hinrich Gossler atualmente têm descendentes com nomes incluindo (Berenberg-)Gossler, Paus, Bernstorff e outros nomes.
Membros da família Berenberg fundaram várias outras empresas. Uma filial de Londres da família Berenberg eram comerciantes proeminentes no comércio das Índias Ocidentais a partir do século 17 e co-fundaram a empresa londrina Meyer & Berenberg. A Berenberg-Gossler & Partner era o escritório de advocacia líder em Hamburgo e depois se fundiu com o atual escritório de advocacia Taylor Wessing.

## História

### Os Berenbergs em Berg e Brabante

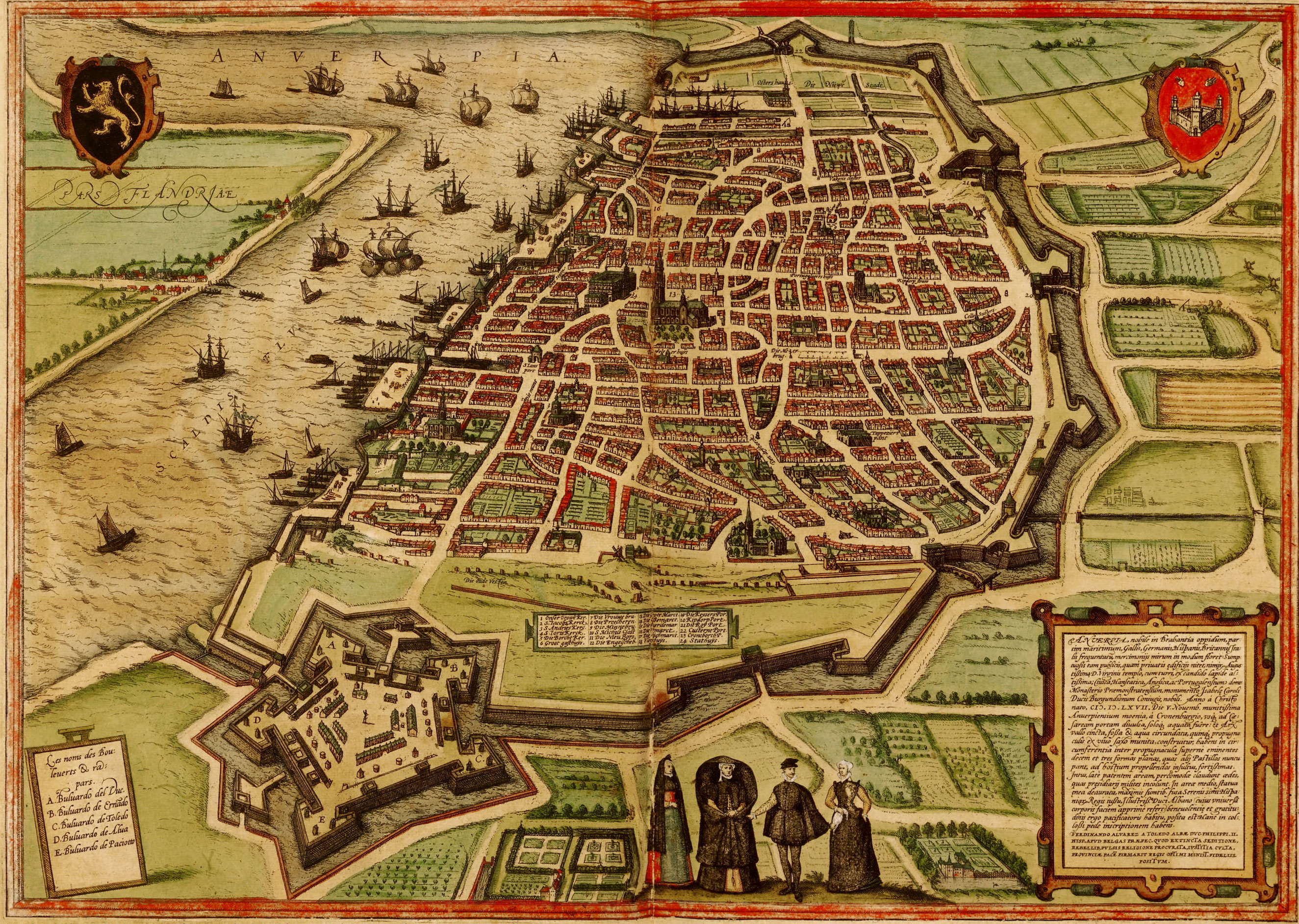
Antuérpia na Bélgica moderna em 1572

A família Berenberg é originária da região de Bergisches Land, no Ducado de Berg. Seu primeiro ancestral conhecido, Thillmann Berenberg, nasceu na propriedade de Groß-Berenberg em 1465 e era comerciante de tecidos.
A crescente indústria de linho de Brabante levou o filho de Thillmann, Jan Berenberg (nascido em 1490 em Gummersbach, falecido em 1549 em Lier, Bélgica), a levar sua família para Lier em Antuérpia, onde se tornou um burguês em 1515. Ele era casado com Engele Segers, e eles eram os pais de Paul Berenberg (nascido em 1523 em Lier, falecido em 1623 em Antuérpia), que era comerciante de tecidos em Antuérpia e que se casou com Anna Kriekart de Everbroek. Paul Berenberg foi pai de Hans (1561–1626) e Paul Berenberg (1566–1645). Os dois irmãos se casaram com as irmãs Anna (1557–1635) e Francina Snellinck (1559–1642), filhas do comerciante de Antuérpia Andries Snellinck (1531–1606) e Françoise (Francina) de Rénialme (1539–1610).
Os Berenberg eram uma das 130 famílias holandesas que se tornaram luteranas durante a Reforma. Durante a Guerra dos Oitenta Anos, a família fugiu de Lier e se estabeleceu na cidade vizinha de Antuérpia (Stade). A família deixou Antuérpia em 1585 como resultado da queda de Antuérpia, quando a cidade foi conquistada por Alexandre Farnese, Duque de Parma. A cidade fortemente fortificada, o principal centro comercial da Europa na época, foi defendida com determinação e coragem por seus cidadãos, mas acabou caindo, e cerca de 60% da população pré-cera da cidade fugiu da cidade, temendo massacres espanhóis ou forçando a conversão para Catolicismo.

### Grandes burgueses de Hamburgo

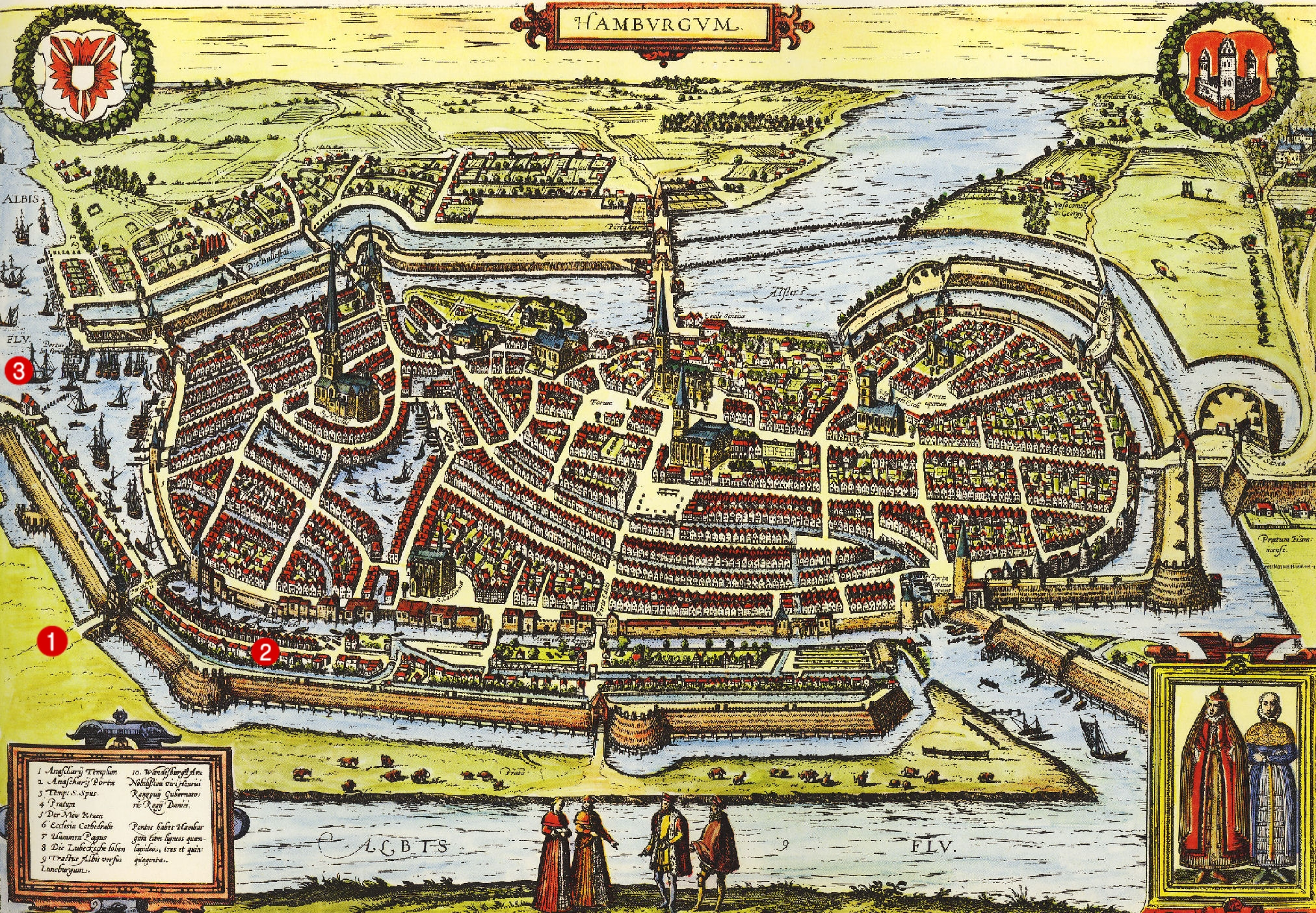
Hamburg ca. 1600

Muitos refugiados holandeses se estabeleceram em Hamburgo, entre eles os irmãos Hans e Paul Berenberg. Em 1590, eles fundaram a casa mercantil agora conhecida como Berenberg Bank. Eles eram originalmente comerciantes de pano e ativos no negócio de importação e exportação. Em Hamburgo, os Berenbergs inicialmente formaram parte de uma colônia holandesa e se casaram com as principais famílias hanseáticas da cidade, várias das quais também eram descendentes de holandeses (por exemplo, Amsinck). Enquanto alguns refugiados holandeses se tornaram cidadãos de Hamburgo, Hans e Paul Berenberg não estavam preparados para dar esse passo. Em 1605, o conselho de Hamburgo emitiu um decreto que deu aos comerciantes holandeses os mesmos direitos que os burgueses de Hamburgo.

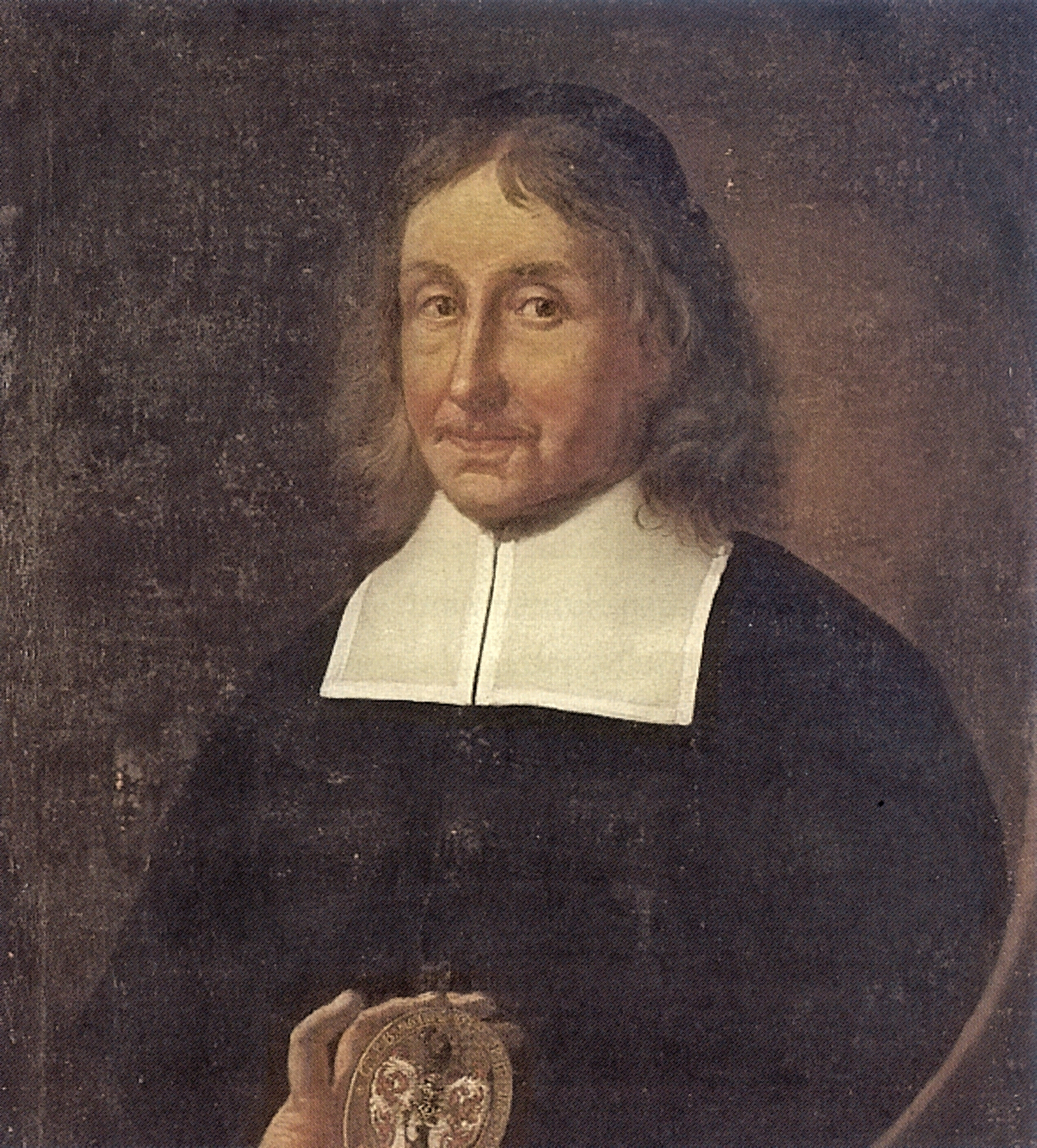
Cornelius Berenberg (1634–1711)

O filho de Hans Berenberg também foi chamado Hans Berenberg (1593-1640), e era casado com Adelheid Ruhlant (1611-1684), filha do advogado Rütger Ruhlant (1568-1630) que foi enobrecido pelo Sacro Imperador Romano em 1622, e Catarina de Greve (1582–1655). Seu filho, Cornelius Berenberg (1634–1711), foi o primeiro a se engajar em bancos mercantis e transformou a empresa em uma casa mercantil e banco mercantil de muito sucesso. Ele forjou relações comerciais com a França, Espanha, Portugal, Itália, Escandinávia e Rússia. As conexões familiares dos Berenberg foram fundamentais para o desenvolvimento, especialmente em Livorno e Lisboa, com suas colônias de ricos comerciantes holandeses. Cornelius Berenberg também foi o primeiro Berenberg a prestar o juramento de hambúrguer de Hamburgo em 1684; a família, assim, tornou-se parte da classe dominante de Hamburgo dos grandes burgueses.

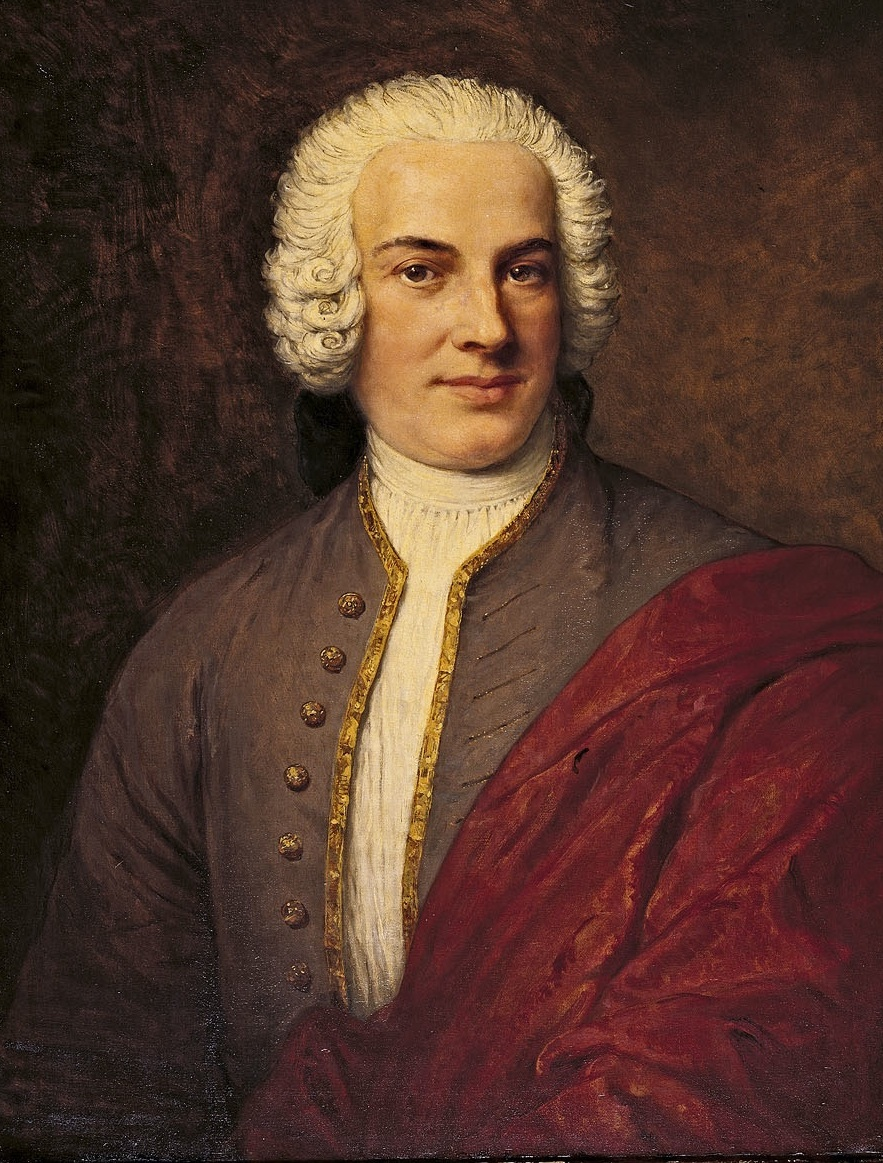
Johann Berenberg (1718–1772), proprietário do Berenberg Bank

O filho de Cornelius Berenberg, Rudolf Berenberg (1680-1746), foi eleito senador em 1735. Em meados do século XVIII, bancos de investimento e créditos de aceitação compunham uma parte significativa das atividades da empresa. Rudolf Berenberg era casado com Anna Elisabeth Amsinck (1690–1748), filha de Paul Amsinck (1649–1706), um comerciante de Hamburgo e Lisboa, descendente da família Welser. Eles eram os pais de Rudolf Berenberg (1712-61), um comerciante em Hamburgo, Cornelius Berenberg (1714-1773), um comerciante em Livorno, o senador Paul Berenberg (1716-1768) e Johann Berenberg (1718-1772), um co-proprietário e depois único proprietário da empresa Berenberg.

### As famílias Gossler e Seyler

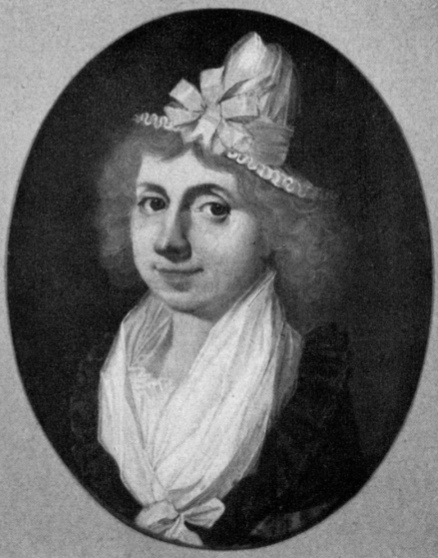
Elisabeth Berenberg (1749–1822), co-proprietária do Berenberg Bank e esposa de Johann Hinrich Gossler. Após a sua morte, a família Berenberg foi extinta na linhagem masculina.

A família Berenberg foi composta por mercadores, banqueiros e senadores em Hamburgo por quase dois séculos até que o ramo bancário da família Berenberg foi extinto na linhagem masculina. No entanto, o Berenberg Bank foi passado para os descendentes de Johann Berenberg (1718-1772) na linha feminina. Depois que o senador Paul Berenberg morreu sem filhos em 1768, seu irmão Johann Berenberg assumiu seu genro Johann Hinrich Gossler (1738-1790) como um parceiro e, eventualmente, único herdeiro, como ele era casado com a única criança sobrevivente de Johann Berenberg, Elisabeth Berenberg (1749–1822). A família Gossler é conhecida em Hamburgo desde o século XVII, quando o bisavô de Johann Hinrich Gossler, Claus Gossler (1630–1713), era um cidadão de Hamburgo. O historiador Percy Ernst Schramm descreve seu casamento como um casamento de conveniência; ela não era considerada bonita, mas era inteligente, culta, amável, falava muitas línguas (inclusive latim) e se tornou uma esposa e mãe exemplar. Ela permaneceu  ao lado de seu marido por 32 anos e após sua morte conseguiu a empresa junto com seu genro.

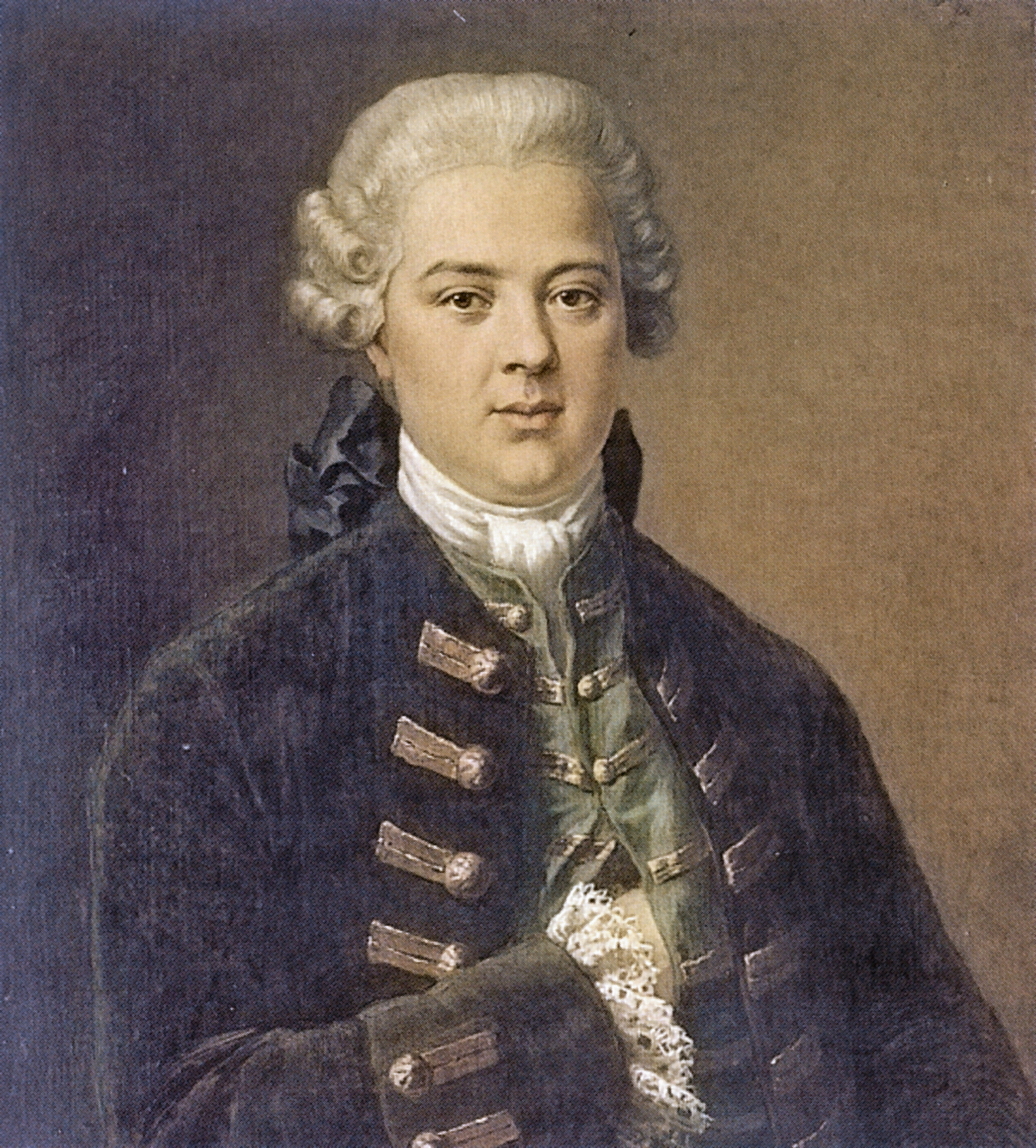
Johann Hinrich Gossler (1738–90), que se casou com Elisabeth Berenberg (1749–1822)

Em 1788, Johann Hinrich Gossler comprou o palácio Mortzenhaus em Alter Wandrahm 101 (depois 21). Construído em 1621 com uma fachada renascentista, foi um dos maiores e mais conhecidos palácios de Hamburgo. O prédio pertenceu à família Gossler até a década de 1880, quando foi demolido para dar lugar ao Speicherstadt.

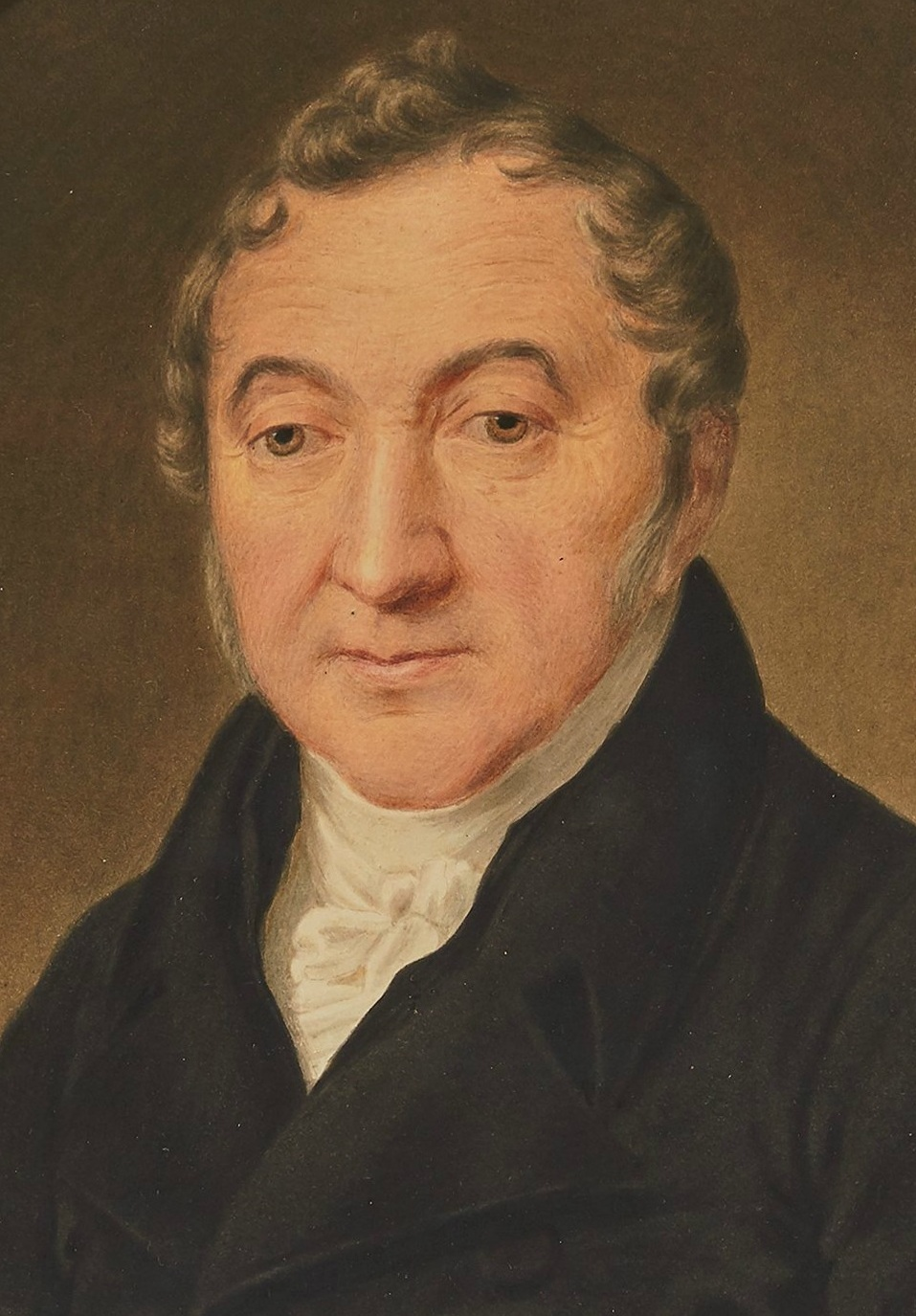
Ludwig Erdwin Seyler (1758–1836), que se casou com Anna Henriette Gossler (1771–1836), filha mais velha de Johann Hinrich Gossler e Elisabeth Berenberg

A filha mais velha de Johann Hinrich Gossler e Elisabeth Berenberg, Anna Henriette Gossler, era casada com Ludwig Erdwin Seyler, filho do famoso diretor de teatro Abel Seyler. Em 1788, Johann Hinrich Gossler assumiu o genro como sócio da empresa, e após a morte de Gossler em 1790, Seyler tornou-se chefe da firma, que foi renomeada para Joh. Berenberg, Gossler & Co. em 1791. Ele ocupou vários cargos públicos em Hamburgo e serviu como presidente da Commerz-Deputation de 1817 a 1818. Durante a Guerra Napoleônica, Seyler transferiu temporariamente a sede da empresa Berenberg para a casa de seu genro, Gerhard von Hosstrup. Os filhos de L.E. Seyler e Anna Henriette Gossler foram brevemente co-proprietários do Berenberg Bank, e eles têm muitos descendentes proeminentes em Hamburgo e na Noruega, com nomes de família como von Hosstrup, Wegner e Paus.

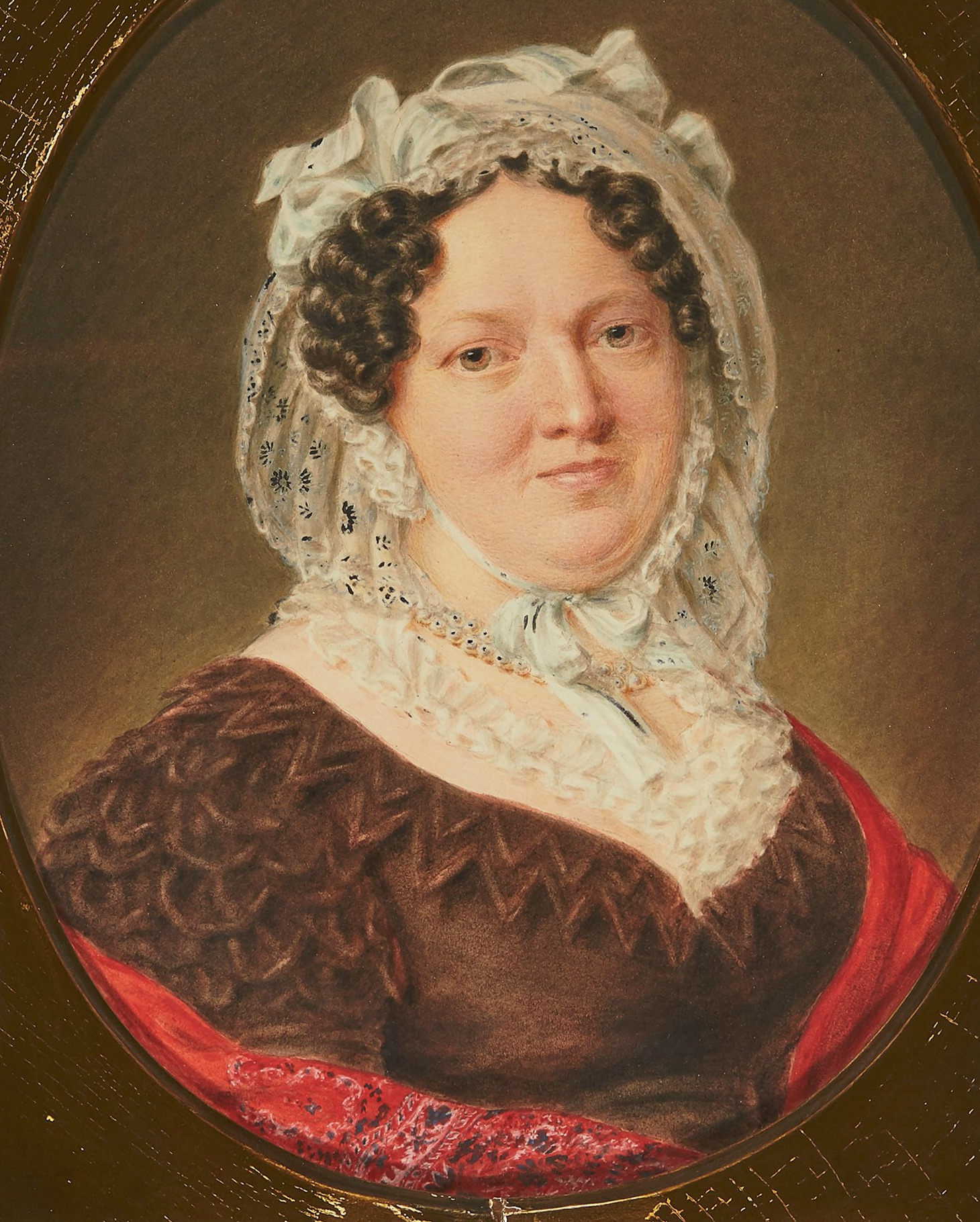
Anna Henriette Gossler (1775–1842), filha mais velha de Johann Hinrich Gossler e Elisabeth Berenberg, casada com o chefe de longa data da empresa de Berenberg, L.E. Seyler

O irmão mais novo de Anna Henriette Gossler, Johann Heinrich Gossler, tornou-se sócio em 1798 e foi eleito senador de Hamburgo em 1821. Vários outros membros da família também serviram como senadores, com Hermann Gossler se tornando Primeiro Prefeito (uma posição igual aos príncipes federais, Bundesfürsten). Em 1880, Johann Berenberg Gossler (que tinha Berenberg como um nome do meio) e seus descendentes receberam o nome de Berenberg-Gossler pelo Senado de Hamburgo. Os Berenberg-Gosslers foram enobrecidos no Reino da Prússia (que era tecnicamente um país estrangeiro) em 1888 e elevados à posição Baronial em 1910. O enobrecimento prussiano era um tanto controverso na família e em Hamburgo, já que os grandes burgueses de Hamburgo consideravam principalmente a nobreza inferior às famílias hanseáticas. De acordo com Richard J. Evans, "os ricos da Hamburgo do século XIX eram, na maior parte, republicanos severos, detestando títulos, recusando-se a dar qualquer deferência à nobreza prussiana e decididamente leais a seu meio urbano e herança mercantil". Como Johann Berenberg-Gossler foi enobrecido, sua irmã Susanne, casada com Amsinck, exclamou "Aber John, nome desconhecido!"

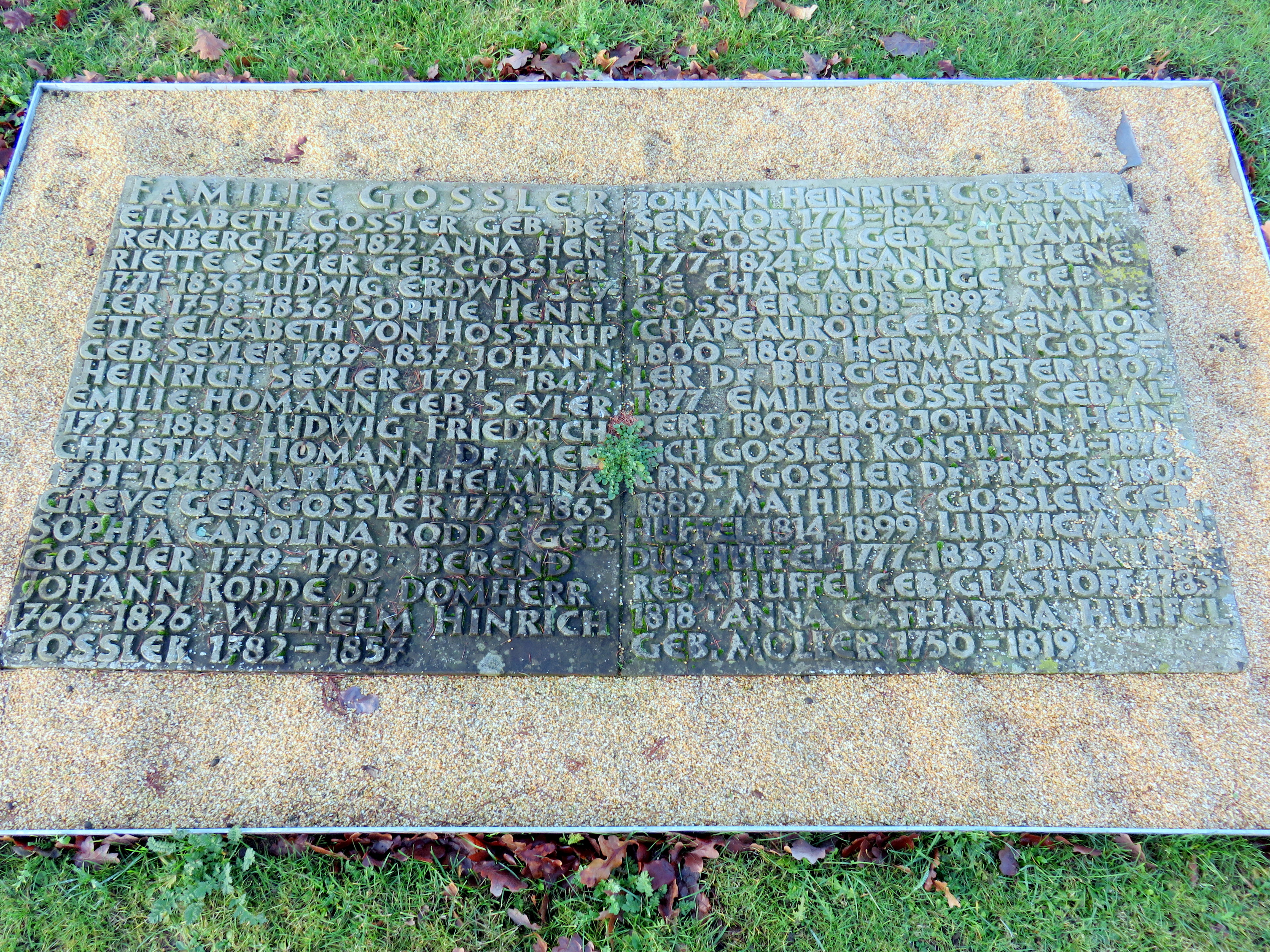
Túmulo da família Gossler, incluindo Elisabeth Berenberg, Ludwig Erdwin Seyler, Johann Heinrich Gossler e Hermann Gossler

No século XIX, os Berenberg-Gosslers estavam fortemente envolvidos no processo de industrialização no norte da Alemanha e no comércio norte-americano e suas finanças. Em 1847, os Berenberg-Gosslers foram os principais fundadores da Hamburg America Line (HAPAG), juntamente com a casa mercantil H. J. Merck & Co., e em 1857 estavam entre os principais fundadores da Norddeutscher Lloyd. Eles também financiaram as siderúrgicas de Ilseder Hütte. As casas de Berenberg-Gossler, HJ Merck e Salomon Heine também foram os principais fundadores do Banco Norddeutsche em 1856, o primeiro banco de ações do norte da Alemanha e um dos predecessores do Deutsche Bank.
Desde o início do século XIX, o Berenberg Bank mantinha uma estreita cooperação com o Barings Bank de Londres, e seus proprietários mantinham um estreito relacionamento pessoal com a família Baring.
Durante a era nazista, a família Berenberg-Gossler — eles próprios descendentes de refugiados religiosos — especialmente o Barão Cornelius von Berenberg-Gossler, estiveram fortemente envolvidos em ajudar amigos e associados de origem judaica em Hamburgo que enfrentaram perseguição, assegurando a libertação de Fritz Warburg em 1939.
Heinrich von Berenberg-Gossler foi o último membro da família a servir como parceiro pessoalmente responsável (até 1979).
Em Hamburgo, o Gossler's Park em Blankenese leva o nome da família.
Nos séculos XVIII e XIX de Hamburgo, um casamento com um Berenberg/Gossler ou com a família Amsinck, intimamente relacionada, poderia aumentar muito a posição social de alguém, como foi o caso do chefe de Estado de Hamburgo, Max Predöhl.

## Propriedades

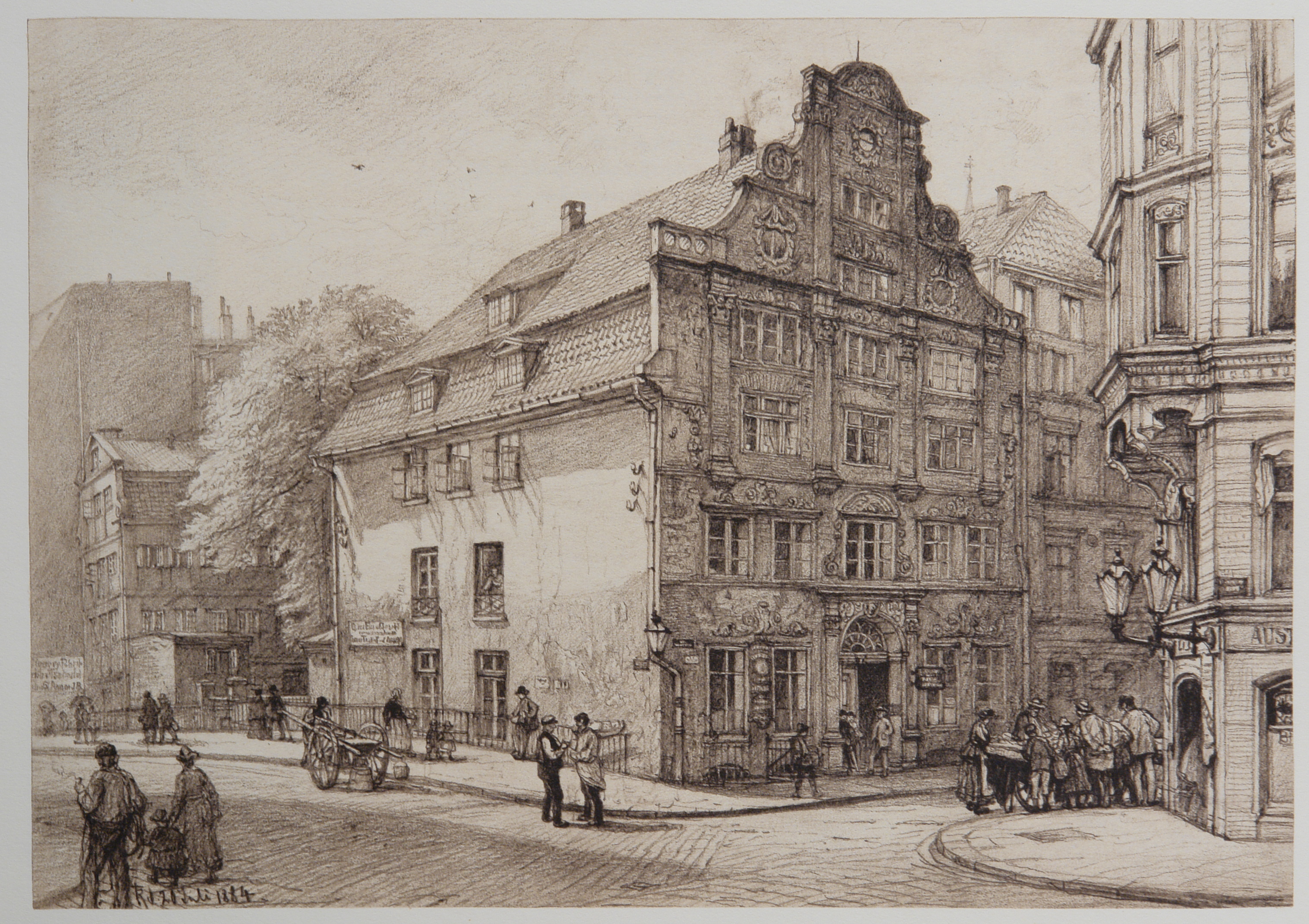
O grande edifício em Alte Gröningerstraße 20, comprado em 1755 por Paul Berenberg como sede da empresa Berenberg
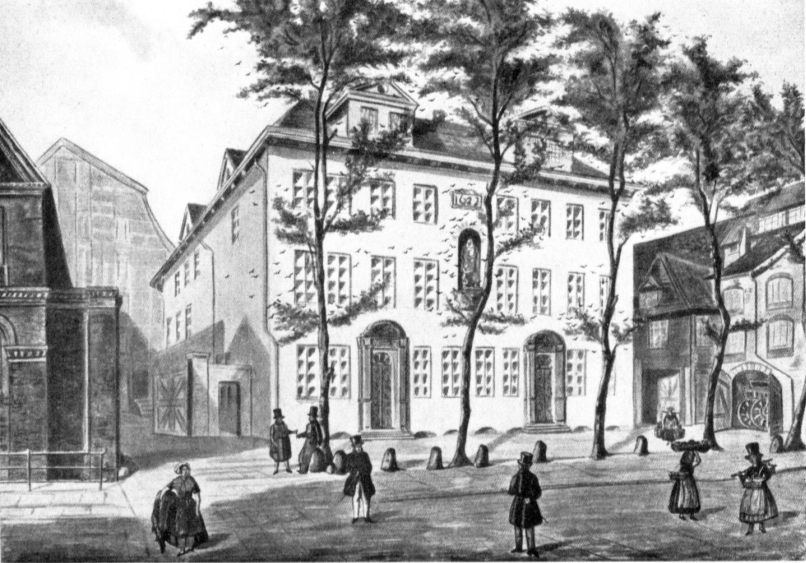
O Mortzenhaus, residência da cidade de Johann Hinrich Gossler e sua família e sede do Banco Berenberg de 1788. Durante o verão, a família morava em uma propriedade fora da cidade.
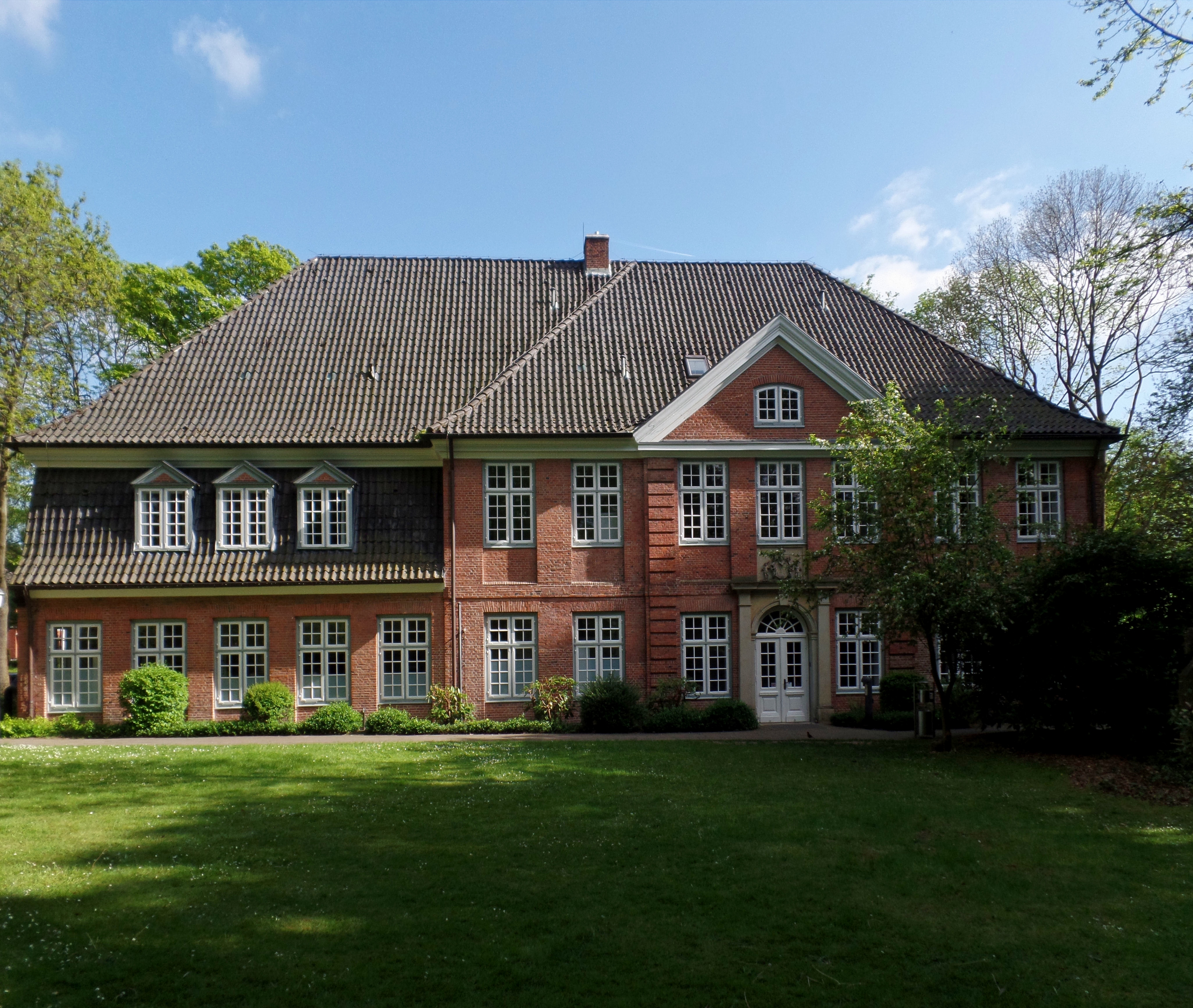
A Casa Frustberg serviu como residência de verão de Elisabeth Gossler, Berenberg, de 1793 a 1822. Foi construído pelo bisavô de Johann Hinrich Gossler, comerciante de tecidos Eybert Tiefbrunn, em 1703
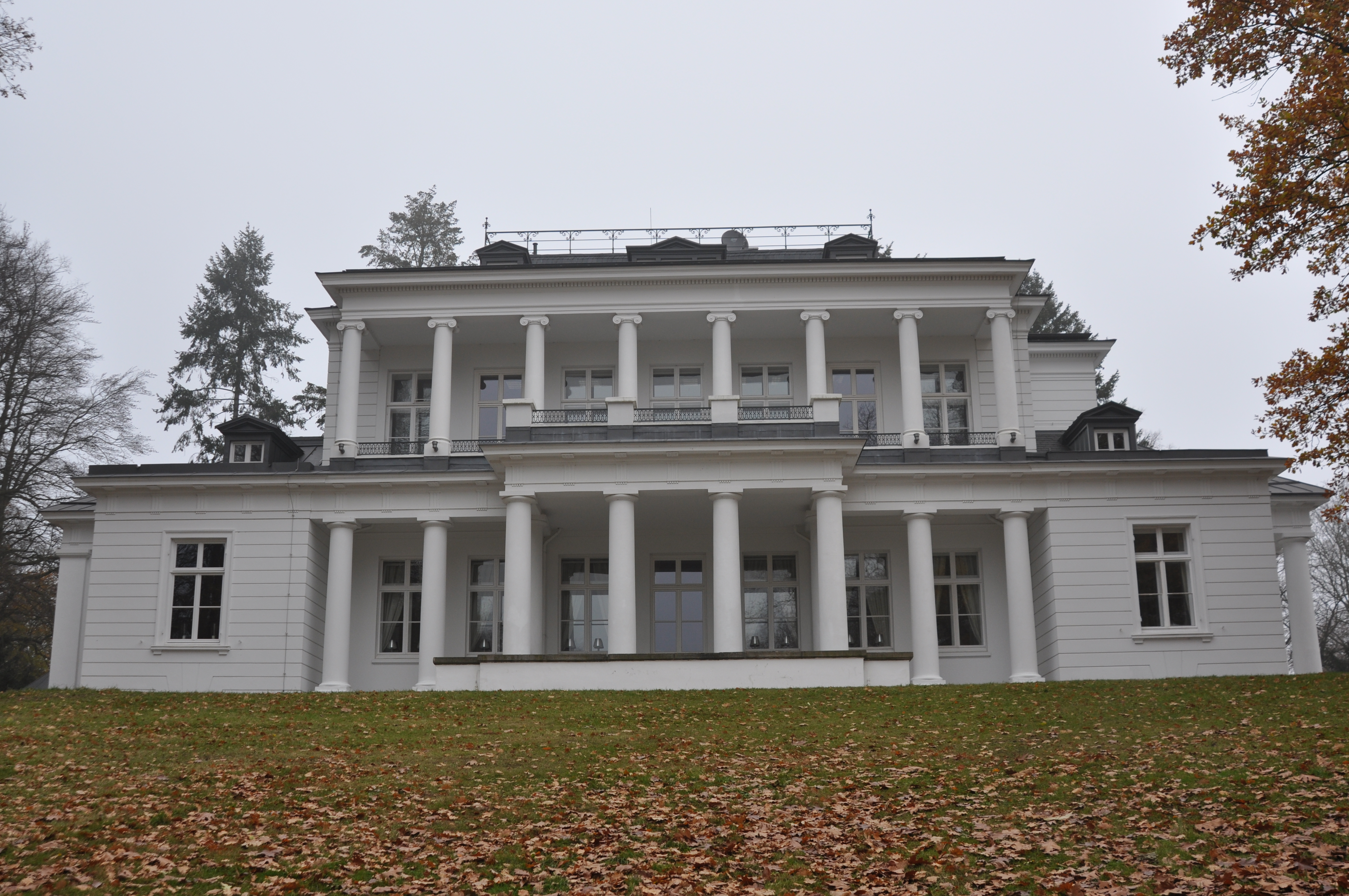
Goßlerhaus, uma casa senhorial em Blankenese, construída por John Henry Gossler

## Galeria

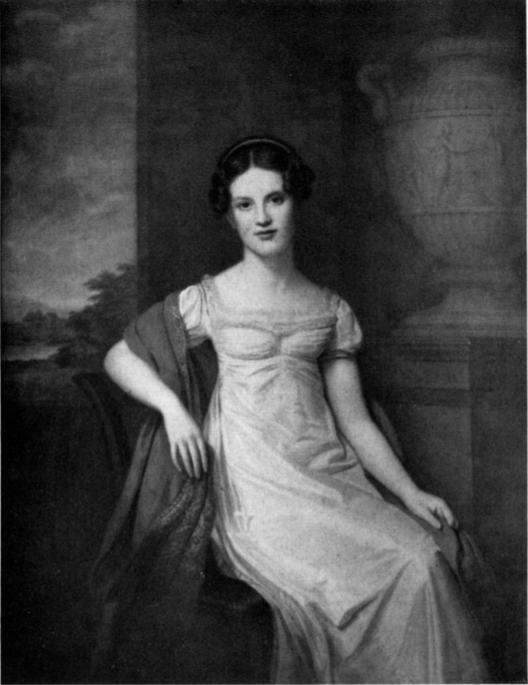
Emilie Gossler (1799–1875), filha do senador Johann Heinrich Gossler e esposa do magnata dos negócios Johannes Amsinck (1792–1879), que ganhou uma fortuna negociando com países sul-americanos. Pintado em 1818 por Friedrich Carl Gröger.
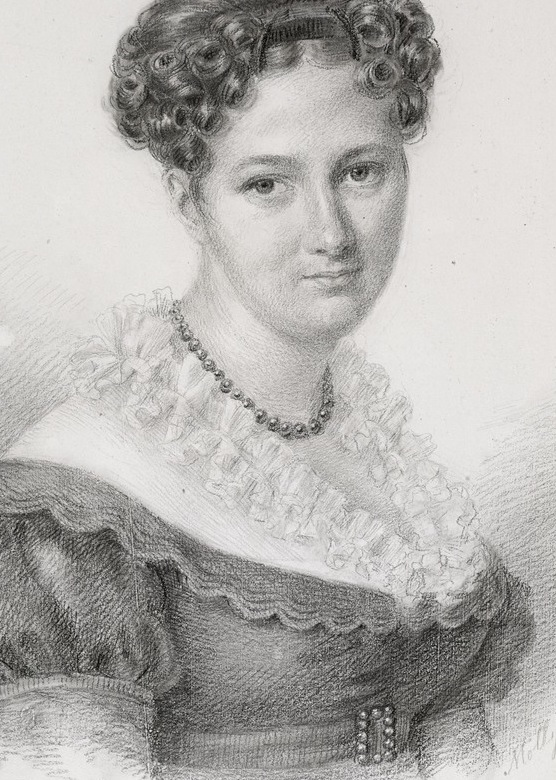
Henriette Seyler (1805-1875), filha do chefe do banco Berenberg e co-proprietário L.E. Seyler e Anna Henriette Gossler, e esposa do industrial norueguês Benjamin Wegner. Desenhado por sua irmã Molly em 1827.

## Brasão
Os Berenbergs usavam como seu brasão de armas um urso (im Goldenen Felde auf einem grünen Schildfuß einen rechts aufgerichteter schwarzer Bär mit goldenem Halsband, in den Vorderpranken einengrünen Zweig haltend). O brasão de armas é conhecido desde o século XVII e provavelmente foi adotado até o século 16 em Lier, na Bélgica. Em 1699, o brasão de Berenberg ainda era visível nas janelas da igreja em Lier.

Em 1773, Johann Hinrich Gossler adotou como seu brasão um pé de ganso.  A partir de 1832, a família usou um brasão mais complicado.Ao ser enobrecido pela Prússia em 1889, a família recebeu um brasão combinando os brasões Berenberg e Gossler de 1773. Este brasão também é usado como logotipo do Berenberg Bank.

Brasão de Berenberg, usado desde o século XVI
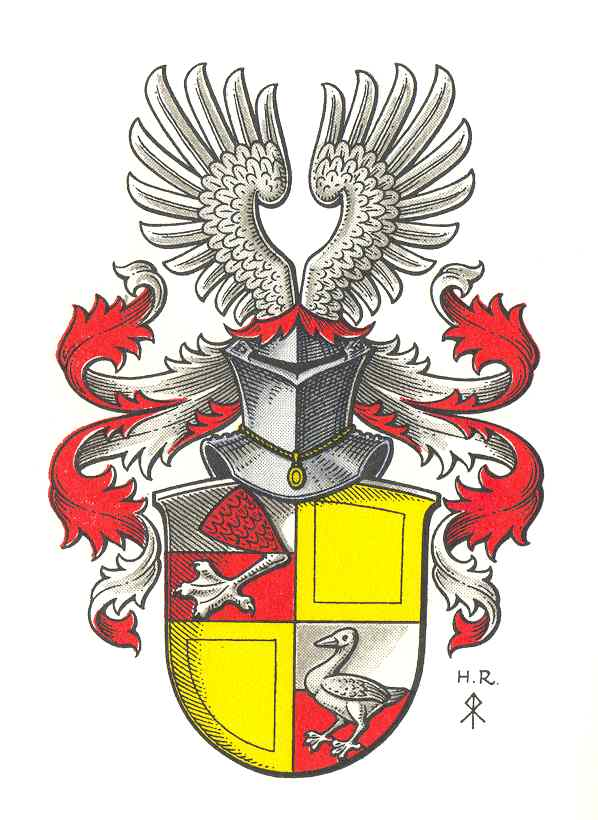
Brasão da família Gossler, usado a partir de 1832. O pé de ganso foi adotado como o braço de Gossler por Johann Hinrich Gossler em 1773
O brasão de armas dos barões de Berenberg-Gossler, combinando os braços de Berenberg e Gossler
Uma versão altamente estilizada do brasão combinado Berenberg / Gossler, usado como logotipo pelo Berenberg Bank
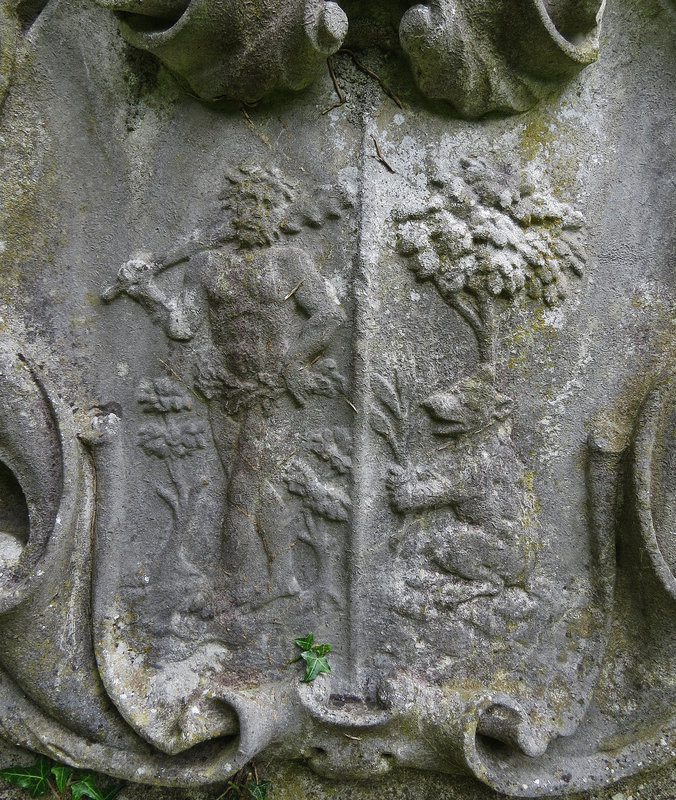
Uma variante de 1727 dos braços de Berenberg (um urso sentado debaixo de uma árvore segurando um ramo de palmeira nas patas ppr.) No túmulo de Sarah Anna Berenberg e seu marido, Sir Peter Meyer, em Londres

## Linhagem
Parceiros do Berenberg Bank em negrito.

### Família Berenberg
A seguir, é apresentada a família Berenberg da linha masculina, que foi extinta na linha masculina com Elisabeth Berenberg em 1822.
- 1. Jan Berenberg (1490–1549), hamburger de Lier, casado com Engele Segers
  - 2. Paul Berenberg (1533–1603), comerciante em Antuérpia, casado com Anna Kriekhart (1537–)
    - 3. Hans Berenberg (1561–1626), comerciante em Hamburgo, casou-se com Anna Snellinck (1557–1635), filha de Andries Snellinck (1531–1606) e Françoise (Francina) de Rénialme (1539–1610)
      - 4. Francina Berenberg (1591–1628), casada com Arnold Amsinck (1579–1656)
      - 4. Hans Berenberg (1593–1640), comerciante, casado primeiramente com Elisabeth Amsinck (1602–1630) e, depois, com Adelheid Ruhlant (1611–1684), filha de Rütger Ruhlant (1568-1630, enobrecida em 1622) e Catarina de Greve (1582-1655)
        - 5. (do primeiro casamento do pai) Johann (John) Berenberg (1622–1699), comerciante, casada com Madalena de Hertoghe (1619–1694)
        - 5. Rudolf Berenberg (1623–1672), comerciante, casado com Susanna de Hertoghe (1617–1674)
        - 5. (do segundo casamento do pai) Cornelius Berenberg (1634–1711), comerciante, casado com Anna Margaretha Colin (1649-1684), filha de Daniel Colin (1615-1660) e Elisabeth Adelheid Engels (1620-1659)
          - 6. Rudolf Berenberg (1680–1746), comerciante, presidente da Commerz-Deputation 1728–1729 e senador de 1735, casado com Anna Elisabeth Amsinck (1690–1748), filha de Paul Amsinck (1649–1706) e Christina Adelheid Capelle (1663–1730)
            - 7. Rudolf Berenberg (1712–1761), comerciante em Hamburgo
            - 7. Cornelius Berenberg (1714–1773), comerciante em Livorno
            - 7. Paul Berenberg (1716–1768), Senador, co-proprietário do Berenberg Bank
            - 7. Johann Berenberg (1718–1772), único proprietário do Berenberg Bank, casada com Anna Maria Lastrop (1723–1761)
              - 8. Rudolf Berenberg (1748–1768)
              - 8. Elisabeth Berenberg (1749–1822), casada com Johann Hinrich Gossler (1738–90), única proprietária do Berenberg Bank
                - para descendentes de Elisabeth Berenberg e Johann Hinrich Gossler, consulte a seção abaixo

        - 5. Anna Berenberg (1639–1669), casada com Rudolf Capelle (1635–1684)
          - 6. Christina Adelheid Capelle (1663–1730), casada com Paul Amsinck (veja acima)

      - 4. Andreas Berenberg (1595–1661), comerciante em Hamburgo, casada com Sara de Hertoghe (1605–1678)
        - 5. Hans Heinrich Berenberg (1623–1701)
          - 6. Paul Berenberg (1659–1712), comerciante em Londres
          - 6. John Henry Berenberg (1663–1701), comerciante em Londres, cidadão inglês 1693, casado Elizabeth Lisette, filha de Sir Richard Lisette
          - 6. Sarah Anna Berenberg (1665–), casada com Sir Peter Meyer, comerciante de Londres

      - 4. Anna Berenberg (1599–1639), casado com o senador Hermann Langenbeck (1596–1668)

    - 3. Paul Berenberg (1566–1645), casado com Francina Snellinck (1559–1642)
      - 4. Francina Berenberg (1601–1641), casada com Johan van Uffelen (1589–1657), cujos descendentes incluem o Rei Willem-Alexander dos Países Baixos

### Família Berenberg/Gossler
A seguir, são apresentados os descendentes de Elisabeth Berenberg e Johann Hinrich Gossler, os fundadores da família Berenberg-Gossler. Os números são continuados na seção acima.
- 8. Elisabeth Berenberg (1749–1822), co-proprietária do Berenberg Bank, casada com Johann Hinrich Gossler (1738–90), único proprietário e chefe do Berenberg Bank
  - 9. Anna Henriette Gossler (1771–1836), casada com Ludwig Erdwin Seyler (1758–1836), co-proprietário e chefe do Berenberg Bank, presidente da Commerz-Deputation 1817–1818
    - 10. Sophie Henriette Elisabeth ("Betty") Seyler (1789–1837), co-proprietária do Berenberg Bank (1836), casada com Gerhard von Hosstrup (1771–1851)
      - 11. Egmont von Hosstrup (1813–1876)
      - 11. Bertha von Hosstrup (1814–1902), casada com Albert Hänel
      - 11. Elisabeth von Hosstrup

    - 10. Johann Heinrich Seyler, co-proprietário do Berenberg Bank (1836)
    - 10. Emilie ("Emmy") Seyler, co-proprietária do Berenberg Bank (1836), casada com Homann
    - 10. Louise Auguste Seyler, co-proprietário do Berenberg Bank (1836), casada com Gerhard von Hosstrup (1771–1851)
    - 10. Maria ("Molly") Seyler, co-proprietária do Berenberg Bank (1836)
    - 10. Louise ("Wischen") Seyler (1799–1849), co-proprietária do Berenberg Bank (1836), casada com Ernst Friedrich Pinckernelle (1787–1868)
    - 10. Henriette Seyler (1805–1875), co-proprietária do Berenberg Bank (1836), casada com o industrial norueguês Benjamin Wegner (1795–1864)
      - 11. Johan Ludwig Wegner (1830–1893), juiz na Noruega, casado com Blanca Bretteville, filha do Primeiro Ministro Christian Zetlitz Bretteville
        - 12. Olga Wegner (1858–1943), casada com juiz da suprema corte Karenus Kristofer Thinn

      - 11. Heinrich Benjamin Wegner (1833–1911), comerciante de madeira, casado com Henriette Vibe, filha do filólogo clássico Frederik Ludvig Vibe
      - 11. Elisabeth Sophie Dorothea Henriette Wegner (1838–1906), coronel e assessor de campo casado com o Rei Charles Hans Jacob Nørregaard
        - 12. Benjamin Wegner Nørregaard (1861–1935), correspondente de guerra e ministro do governo na China
        - 12. Ludvig Paul Rudolf Nørregaard (1863–1928), comerciante de vinho e cônsul norueguês em Tarragona
        - 12. Harald Nørregaard (1864–1938), advogado e Chairman da Ordem dos Advogados da Noruega

      - 11. Anna Henriette Wegner (1841–1918), casada com o dono de uma escola particular Bernhard Cathrinus Pauss
        - 12. Nikolai Nissen Paus (1877–1956), cirurgião e Presidente da Cruz Vermelha Norueguesa
        - 12. Henriette Wegner Paus (1879–1942), casada com o dono de uma escola particular Theodor Haagaas
        - 12. Augustin Thoresen Paus (1881–1945), executivo hidrelétrico
        - 12. George Wegner Paus (1882–1923), advogado e diretor da Confederação Norueguesa de Empregadores
        - 12. Karoline Louise Paus (1884–1967), casada com o advogado Thorleif Ellestad

      - 11. George Mygind Wegner (1847–1881), advogado

  - 9. Johann Nicolaus Gossler (1774-1848)
  - 9. Johann Heinrich Gossler II (1775–1842) (ano de nascimento relatado em 1772 por algumas fontes), senador, co-proprietário do Berenberg Bank
    - 10. Emilie Gossler (1799-1875), casada com Johannes Amsinck (1792–1879)
    - 10. Hermann Gossler (1802–1877), senador e Primeiro Prefeito
      - 11. Johann Heinrich Gossler (1834–1876), comerciante, cônsul de Hamburgo em Boston desde 1864, mais tarde representante da Confederação da Alemanha do Norte e do Império Alemão até 1872
      - 11. Hermann Gossler (1845–1908), advogado e juiz em Hamburgo

    - 10. Johann Heinrich Gossler III (1805-1879), co-proprietário do Berenberg Bank, cônsul-geral do Havaí, casou-se com Mary Elizabeth Bray (1810-1886), neta de Samuel Eliot
      - 11. Marianne Gossler (1830–1908), casada com Friedrich Wilhelm Burchard (1824–1892), co-proprietário do Berenberg Bank
        - 12. Johann Heinrich Burchard (1852–1912), First Mayor, married Emily Henriette Amsinck (1858–1931)
        - 12. Ulrich Hermann Christoph Burchard (1861–1926), casado com Olga Juliane Amsinck (1865–)

      - 11. Frances Eliot Gossler (1832–59), casada com Hermann Ludwig Behn (1820–1901)
      - 11. Susanne Catharine Gossler (1835–), casada com Martin Garlieb Amsinck (1831–1905)
      - 11. Barão Johann von Berenberg-Gossler (conhecido como John) (1839–1913), co-proprietário do Berenberg Bank, casado com Juliane Amalie Donner (1843–1916)
        - 12. John von Berenberg-Gossler (1866–1943), Senador, Embaixador
        - 12. Frances von Berenberg-Gossler (1868–1951), casada com o Barão Hans von Berlepsch
        - 12. Baron Cornelius von Berenberg-Gossler (1874–1953), co-proprietário do Berenberg Bank, casado com Nadia Clara von Oesterreich
          - 13. Clara Nadia von Berenberg-Gossler (1899–), casada com Emmo von Specht
          - 13. Cornelius Johann Constantin von Berenberg-Gossler (1901–1942)
          - 13. Cornelia Nadia Julie von Berenberg-Gossler (1905–)
          - 13. Barão Heinrich von Berenberg-Gossler (1907–1997), co-proprietário do Berenberg Bank, cônsul geral de Monaco
            - 14. Barão Cornelius von Berenberg-Gossler
            - 14. Heinrich von Berenberg-Gossler, fundador do Berenberg Verlag

          - 13. Cornelius Johann Heinrich Hellmuth von Berenberg-Gossler (1909–), casado com Irmgard Else Meyer
            - 14. Cornelius Johann Heinrich Gerhard von Berenberg-Gossler
            - 14. Clarita Irmela Nadia von Berenberg-Gossler, casada com Count Hartwig (Rabe) Joachim Cornelius Alexander	  von Bernstorff

          - 13. Cornelius Paul Hellmuth von Berenberg-Gossler (1911–), casado com Maria Luise Francke
            - 14. Johann David Rudolf Cornelius von Berenberg-Gossler
            - 14. Alexander John von Berenberg-Gossler

          - 13. Nadia von Berenberg-Gossler

        - 12. Andreas von Berenberg-Gossler (1880–1938), co-proprietário do Berenberg Bank, casado com Agnes Victorina von Francois
          - 13. Maria Nadia von Berenberg-Gossler (1908–)

        - 12. Herbert von Berenberg-Gossler (1883–1918), Professor Dr.med. et phil., casado com Anna Jutta Sara Elisabeth von Mallinckrodt

      - 11. John Henry Gossler (1849–1914), comerciante

    - 10. Ernst Gossler (1806–1889), casado com Mathilde Huffel
      - 11. Oscar Gossler (1843–), casado com Elizabeth Gossler (1848–)
        - 12. Emmy Gossler, casada com Wilhelm Amsinck (1869–)

    - 10. Susanna Helene Gossler (1808–1893), casada com o Senador Ami de Chapeaurouge
    - 10. Wilhelm Gossler (1811–1895), casado com Margarete Elisabeth Donner, que serviu como Presidente da Commerz-Deputation em 1853
      - 11. Maria Gossler (1844–1915), casada com o senador de Hamburgo A.F. Hertz
        - 12. Mary Hertz (1866–1934), pintor e escultor, casada com Aby Warburg

      - 11. Elizabeth Gossler (1848–), casada com Oscar Gossler (1843–) (veja acima)

    - 10. Gustav Gossler (1813–1844)

## Descendentes notáveis de Johann Hinrich Gossler e Elisabeth Berenberg

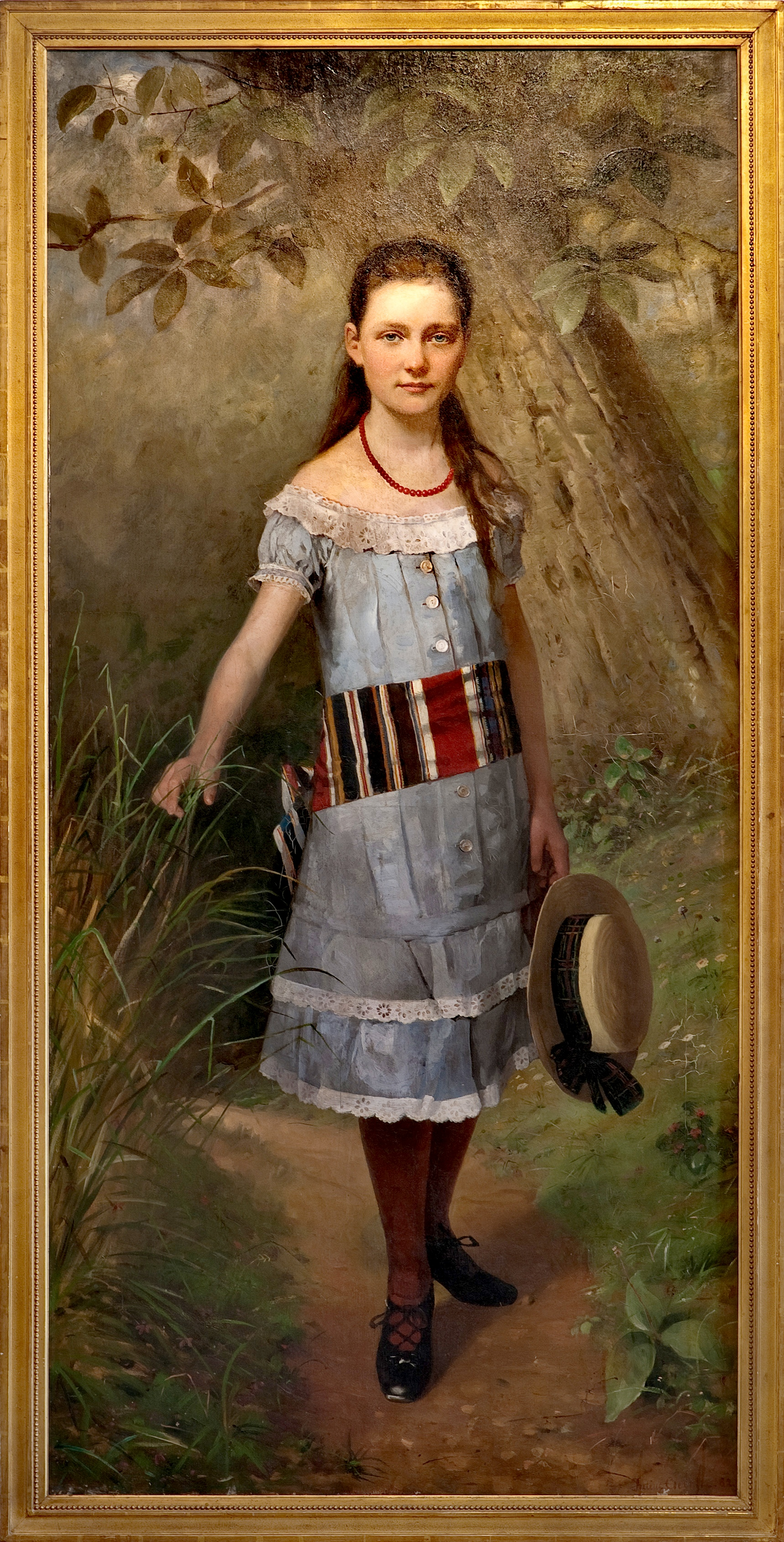
Retrato infantil de Helene Kaemmerer (1869–1953), filha do banqueiro Georg Heinrich Kaemmerer e neta materna do chefe de estado de Hamburgo Hermann Gossler (exposto no Museu de Hamburgo)

Johann Hinrich Gossler e Elisabeth Berenberg, fundadores da família Berenberg-Gossler, têm muitos descendentes notáveis na Alemanha, Noruega e outros países com nomes como Gossler, Seyler, Von Berenberg-Gossler, Von Hosstrup, Pinckernelle, Schramm, Burchard, Wegner, Amsinck., Paus, Kaemmerer e von Bernstorff.
- Martin Garlieb Amsinck, armador

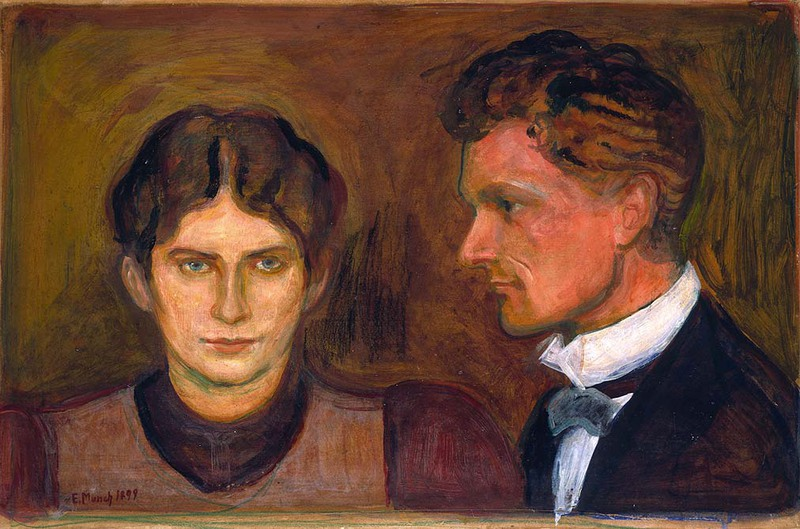
Ludwig Erdwin Seyler e o bisneto de Anna Henriette Gossler, Harald Nørregaard, pintado por Edvard Munch (1899). A pintura é de propriedade da Galeria Nacional da Noruega

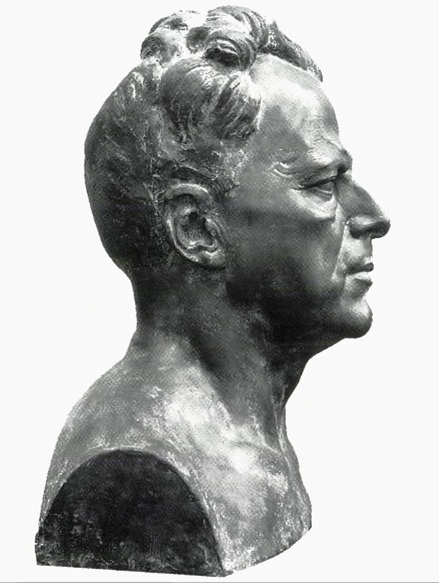
Nikolai Nissen Paus, presidente da Cruz Vermelha norueguesa

- Johann Heinrich Burchard, primeiro prefeito de Hamburgo
- Wilhelm Amsinck Burchard-Motz, senador e segundo prefeito de Hamburgo
- Hermann Gossler, primeiro prefeito de Hamburgo
- Johann Heinrich Gossler, senador
- Barão Cornelius von Berenberg-Gossler, banqueiro
- Barão Heinrich von Berenberg-Gossler, banqueiro
- Barão Johann von Berenberg-Gossler, banqueiro
- John von Berenberg-Gossler, senador, embaixador alemão na Itália
- Egmont von Hosstrup, editor
- Benjamin Wegner Nørregaard, correspondente de guerra norueguês
- Harald Nørregaard, advogado da Suprema Corte e presidente da Ordem dos Advogados da Noruega, amigo de Edvard Munch
- Nikolai Nissen Paus, humanitário, presidente da Cruz Vermelha norueguesa
- George Wegner Paus, advogado e diretor da Confederação Norueguesa dos Empregadores
- Bernhard Paus, humanitário, Grão-Mestre da Ordem Norueguesa da Maçonaria
- Gustav and Johann Ernst Pinckernelle, corretores de seguros
- Percy Ernst Schramm, historiador

## Outros descendentes de Berenberg
Entre outros descendentes de Berenberg estão membros de praticamente todas as antigas famílias hanseáticas de Hamburgo, bem como do rei Guilherme Alexander dos Países Baixos (um descendente do co-fundador do Berenberg Bank Paul Berenberg (1566-1645) e Francina Snellinck (1559-1642).